# یوریترپ
یوریترپ (به هلندی: Ureterp) یک منطقهٔ مسکونی در هلند است که در اپسترلاند واقع شده‌است. یوریترپ ۴٬۷۸۵ نفر جمعیت دارد.